# Grünewaldt
Grünewaldt, även Gruenewaldt, är en balttysk adelsätt. Ätten introducerades på riddarhuset i Reval 1745, i Mitau 1840 och i Riga 1818. Medlemmar av ätten Grünewaldt har tjänstgjort för svenska och ryska kronan. Den adlades 1624 av Gustav II Adolf och kan spåra sin historia till medeltida Reval med en "Grunewaldis".